# Латвія на першому місці
Латвія на першому місці (латис. Latvija pirmajā vietā, LPV) — правопопулістична політична партія в Латвії.
Його заснував у серпні 2021 року бізнесмен і колишній депутат парламенту, колишній міністр транспорту, колишній віце-мер Риги Айнарс Шлесерс. Головою правління партії є Айнарс Шлесерс. Приквел вечірки, організація Латвія — Перший (латис. Latvija — pirmajā vietā), була вперше зареєстрована 1 липня 2021 року, до того, як сама партія була створена на установчому з’їзді 14 серпня в Ризі. Партія була зареєстрована Латвійським реєстром підприємств 10 вересня 2021 року.

## Історія
У червні 2021 року бізнесмен, колишній міністр транспорту та міністр економіки, колишній депутат парламенту, колишній віце-мер Риги Айнарс Шлесерс оголосив, що балотуватиметься на парламентських виборах 2022 року від нової партії, яку заснує сам. 1 липня він заснував організацію «Латвія на першому місці».
Установчий з'їзд партії відбувся в Ризі 14 серпня 2021 року. Юлія Степаненко була обрана головою правління партії, а також кандидатом від партії на посаду президента Латвії. Айнарс Шлесерс став кандидатом від партії на посаду прем’єр-міністра, а колишній депутат Лінда Лієпіня була обрана кандидатом від партії на посаду спікера Сейму.

## Ставлення до України
Партія тимчасово мала двох депутатів у Сеймі - Юлію Степаненко та Любов Швецову. Обидві були обрані за списком Соціал-демократичної партії «Гармонія» на виборах до Сейму 2018 року. Партія виступає за тісніші економічні зв'язки з Росією. Під час вторгнення Росії в Україну 4 березня 2022 року їх обох виключили з партії, оскільки Степаненко, голова правління партії, протестував проти розширеного засідання правління партії, на якому обговорювалося ставлення партії до війни в Україні та її наслідків у Латвії. 3 березня Швецова не голосувала в Саеймі за надання Україні статусу країни-кандидата на вступ до Європейського Союзу.